# Chloridium lignicola
Chloridium lignicola är en svampart som först beskrevs av F. Mangenot, och fick sitt nu gällande namn av W. Gams & Hol.-Jech. 1976. Chloridium lignicola ingår i släktet Chloridium och familjen Chaetosphaeriaceae.   Inga underarter finns listade i Catalogue of Life.